# Adolph Gottfried Kinau
Adolph (también escrito como Adolf) Gottfried Kinau (4 de enero de 1814 - 9 de enero de 1888) fue un ministro protestante y astrónomo alemán.

## Semblanza
Kinau nació en Aschersleben, en el seno de una familia de ministros y profesores. Estudió teología en Halle y Magdeburgo desde 1833 a 1840. Hasta 1851, tuvo varios empleos como profesor. En 1861 fue ordenado ministro en Rohr (Turingia). Durante el resto de su vida fue ministro protestante en la parroquia de la Kreuzkirche en Suhl, Turingia, done organizó distintas instituciones de caridad y un sistema escolar.
En su faceta de astrónomo, fue conocido como selenógrafo especializado en las rimas lunares. En 1847 descubrió seis de estas grandes grietas en la superficie lunar, continuando con la representación de los accidentes de la topografía lunar a lo largo de toda su vida.

## Eponimia
- El cráter lunar Kinau lleva este nombre en su memoria.